# Ruyi-Zepter
Ein Ruyi-Zepter (chinesisch 如意, Pinyin rúyì – „nach Wunsch, wie gewünscht“) ist ein Ziergegenstand und Talisman der chinesischen Kultur. Er soll dem Besitzer Glück und Segen bringen, ist also primär kein Herrschaftssymbol wie das europäische Zepter.
Gewöhnlich besteht das Ruyi-Zepter aus einem Kopf in der Form einer Wolke, eines Herzens oder eines Pilzes und einem leicht s-förmig geschwungenen Stiel. Zu seiner Herstellung werden verschiedenste Materialien eingesetzt. Gebräuchlich sind unter anderem Hartholz, Jade,  Elfenbein, Koralle, zahlreiche Edelmetalle sowie Lack. Die Oberfläche des Ruyi-Zepters ist meist reich verziert; häufig enthält das Dekor Symbole, die das Schicksal seines Besitzers begünstigen sollen, zum Beispiel solche, die ein langes Leben, Wohlstand und Erfolg verheißen.
Das  Ruyi-Zepter geht auf die vollkommen profanen Rückenkratzer (痒痒挠, yangyangnáo) zurück. Bereits in der Han-Dynastie wurden diese aber von Gelehrten und Adeligen bei der Konversation in der Hand gehalten, was ihnen die Bezeichnung Tánbǐ (谈笔 ‚Konversationsstab‘) einbrachte. In der Ming- und Qing-Zeit setzte sich ihre Verwendung zu dekorativen und symbolischen Zwecken endgültig durch.
Das Ruyi-Zepter erfreute sich auch als Geschenk großer Beliebtheit. Insbesondere der Kaiser erhielt traditionell zum Neujahrsfest von den führenden Beamten, Generälen und Gelehrten des Reiches kostbar gearbeitete Exemplare überreicht; daneben gab der Himmelssohn freilich auch selbst welche in den kaiserlichen Werkstätten in Auftrag. Infolgedessen zierten die Zepter in großer Zahl die kaiserlichen Thronsäle, Schreibtische und Schlafzimmer. So näherte sich die Funktion des Ruyi-Zepter ein wenig dem seines westlichen Pendants als Herrschaftssymbol an. Das Palastmuseum Peking besitzt etwa 3.000 Exemplare, die vorwiegend aus der Qing-Dynastie stammen.
Die Form der Ruyi-Brücke im chinesischen Taizhou geht auf das Zepter zurück.